# Marea (Preston e Child)
Marea è un romanzo di Douglas Preston e Lincoln Child.

## Trama
La storia narra della difficile impresa del recupero del tesoro miliardario del pirata Ockham nascosto da anni in un profondo pozzo denominato Water Pit in un'isola americana al largo del Maine. Il prologo narra dei tentativi infruttuosi e sfortunati compiuti da varie missioni, tutti conclusosi nel sangue. Continua poi con la narrazione del tentativo supportato da mezzi tecnologici incredibili dal capitano Neidelman. Malin, un medico del luogo, proprietario dell'isola, accetta di partecipare all'impresa, che non si rivela affatto una passeggiata: il Water Pit è pieno di trappole mortali.

## Personaggi principali
- Gerard Neidelman: capitano e capo della spedizione
- Malin Hatch: proprietario dell'isola e medico della spedizione
- Isobel Bonterre: archeologa

## Edizioni
- Douglas Preston e Lincoln Child, Marea, Sonzogno, 2000,  p. 412, ISBN 88-454-1930-4.